# Замбийско-мозамбикские отношения
Замбийско-мозамбикские отношения — двусторонние дипломатические отношения между Замбией и Мозамбиком. Протяжённость государственной границы между странами составляет 439 км.

## История
Между странами сложились тёплые и дружественные отношения, налажено сотрудничество как в экономической сфере, так и в совместной борьбе с проявлениями террористической деятельности. Во время Гражданской войны в Мозамбике Замбия оказывала помощь правительству этой страны против повстанцев РЕНАМО. В августе 2010 года Замбия и Мозамбик подписали 8 межправительственных соглашений, направленных на развитие сотрудничества в области транспорта, коммуникаций и туризма. В июне 2015 года президент Замбии Эдгар Лунгу посетил с государственным визитом Мапуту. Эдгар Лунгу принял участие в мероприятиях, посвящённым 40-й годовщине независимости Мозамбика от Португалии.
В июле 2015 года правительства обеих стран пришли к соглашению совместно противостоять террористической угрозе. 19 марта 2016 года президенты обеих стран подписали Меморандум взаимопонимания, что должно положительно сказаться на росте товарооборота и экономического сотрудничества. В июле 2016 года Эдгар Лунгу призвал правительство Мозамбика снять торговые ограничения для развития экономической деятельности с Замбией.